# はだかっ子
『はだかっ子』は、1961年（昭和36年）11月22日公開の日本映画。ニュー東映製作、東映配給。監督は田坂具隆、主演は有馬稲子。カラー、シネマスコープ、146分。本項では、テレビドラマ版に関しても記述する。
近藤健原作の同名児童文学作品を映画化した児童映画の名作。当時製作本数増を図った東映が設立したニュー東映で作られた作品の1本である。第35回キネマ旬報ベスト・テン第8位。

## あらすじ
昭和31年。小学校六年生の元太は、父親をインドネシア戦線で亡くし、チンドン屋の三味線弾きなどをやっている母およしと二人で、長屋の屋根裏に住んでいる。
貧しい環境ながらも優しい心を持つ少年であり、ユネスコ村の写生大会ではインドネシアの家を母に見せてあげようと描いていく。そんな元太を学校でのトラブル、そして母の病気という難題が襲う…。

## スタッフ
- 監督：田坂具隆
- 製作：大川博
- 企画：斎藤安代、若槻繁
- 原作：近藤健
- 脚本：成澤昌茂
- 撮影：飯村雅彦
- 美術：下沢敬吾
- 音楽：佐藤勝
- 録音：内田陽造
- 照明：川崎保之丞
- 編集：長沢嘉樹
- スチール：遠藤努
- 助監督：佐伯孚治

## キャスト
- 高木先生：有馬稲子
- 三浦およし：木暮実千代
- 尾沢おじさん：三國連太郎
- 尾沢おばさん：小宮光江
- チンドン屋の親方：千秋実
- 沖山後援会会長：織田政雄
- 新一の父：増田順司
- 章の父・吉井PTA会長：神田隆
- 高木先生の父・庄平老人：東野英治郎
- ひとみの姉みどり：八代万智子
- 産婆のおばさん：岡村文子
- おばあさん：五月藤江
- 虎雄の母：山本緑
- お君：菅井きん
- 章の母・吉井夫人：風見章子
- 藤岡先生：織本順吉
- 警官：菅沼正
- トラックの運転手：岡部正純
- 犬殺しの男：関山耕司
- 歯医者：石島房太郎
- 三浦元太：伊藤敏孝
- 石山虎雄：桜井基男

※子役時代の風間杜夫も同級生役で出演している。

## 受賞歴
- 第35回キネマ旬報ベスト・テン 第8位
- 第16回毎日映画コンクール 男優助演賞（三國連太郎）
- 第12回ブルーリボン賞 音楽賞（佐藤勝）
- 第15回日本映画技術賞（下沢敬悟）

## 同時上映
『湖畔の人』
- 原作：源氏鶏太／脚本：秋元隆太／監督：佐伯清／主演：鶴田浩二

## 映像ソフト
- 現在は東映ビデオからDVDが発売されている。

## テレビドラマ
1964年（昭和39年）9月23日にフジテレビの『一千万人の劇場』（日本電気・新日本電気提供）で放送された。

### 出演者
- 月村成基
- 森光子
- 殿山泰司
- 桑山正一

### スタッフ
- 脚本：生田直親
- 制作：フジテレビ

| フジテレビ系 一千万人の劇場 | フジテレビ系 一千万人の劇場   | フジテレビ系 一千万人の劇場 |
| 前番組                      | 番組名                        | 次番組                      |
| --------------------------- | ----------------------------- | --------------------------- |
| 白野弁十郎 （長門勇版）     | はだかっ子 （テレビドラマ版） | 愛・その奇蹟                |